# 존 헤셀링크
존 헤셀링크(Ira John Hesselink Jr., 1928년 3월 21일 ~ 2018년 10월 28일) 혹은 아이라 존 헤셀링크 주니어는 미국의 신학자이며, 1928년 3월 21일 미국 미시간 주 그랜드래피즈에서 태어났다. 칼빈 전문가인 존 헤셀링크는 오랫동안 미국 미시간주 홀란드에 있는 웨스턴신학교에서 조직신학 교수를 지냈다. 은퇴 후에는 명예 교수로 있으면서 계속해서 칼빈에 대한 논문을 쓰고, 유럽과 한국, 일본 등에서 강의하고 하였다. 화란계 미국인으로 미시간주 홀란드의 웨스턴 신학교에서 신학 교육을 받은 후 일본에서 선교사로 활동한 서구 신학자이기도 하다. 칼빈의 요리 문답에 대한 책과 여러 책과 논문을 썼으며, 캠브리지 신학자 시리즈의 칼빈에 대한 책에서는 칼빈 신학에 대한 항목의 논문을 썼다. 미국 칼 바르트학회 회장도 했다. 세계개혁신학회(IRTI) 창설멤버였으며 한국에도 여러차례 방문하였으며 한국 학자들을 매우 사랑하였다. 며느리는 대한민국 여성으로 미국에서 교수로 있다.

## 저서
- Understanding Four Views on the Lord's Supper (Counterpoints: Church Life)
- Beauty Given by Grace: The Biblical Prints of Sadao Watanabe
- Calvin's Concept of the Law (Princeton Theological Monograph Series)
- Calvin's First Catechism: A Commentary (Columbia Series in Reformed Theology)
- On Being Reformed:Distinctive Characteristics & Common Misunderstandings